# Kangarù/Accendimi il cuore
Kangarù/Accendimi il cuore è un singolo di Lorella Cuccarini, pubblicato nel 1986.

## Il singolo
Scritto da Cashin-Colucci-Pezzolla, era la sigla iniziale del varietà televisivo di Rai 1 Saint Vincent Estate '86. La canzone è anche presente all'interno della colonna sonora del film del 1987 Rimini Rimini, di Sergio Corbucci.
Il lato B del disco contiene Accendimi il cuore, scritta da Bixio-Gabriele, sigla finale dello stesso programma. Quest'ultima canzone fu inoltre presentata dalla cantante durante la stessa manifestazione musicale, ed in seguito anche con una performance alla TVE, la televisione pubblica spagnola.

## Tracce
Lato A
1. Kangarù – 4:02 (Cashin-Colucci-Pezzolla)

Durata totale: 4:02
Lato B
1. Accendimi il cuore – 3:20 (Bixio-Gabriele)

Durata totale: 3:20